# Lábod, Somogy
Lábod  este un sat în districtul Nagyatád, județul Somogy, Ungaria, având o populație de 2.037 de locuitori (2011). 

## Demografie
Componența etnică a satului Lábod
     Maghiari (80,78%)
     Romi (17,85%)
     Germani (1,2%)
     Ucraineni (0,18%)
Componența confesională a satului Lábod
     Reformați (12,81%)
     Fără religie (6,19%)
     Necunoscută (80,51%)
     Atei (0,49%)
     Alte religii (0,29%)
Conform recensământului din 2011, satul Lábod avea 2.037 de locuitori. Din punct de vedere etnic, majoritatea locuitorilor (80,78%) erau maghiari, existând și minorități de romi (17,85%) și germani (1,2%). Nu există o religie majoritară, locuitorii fiind reformați (12,81%) și persoane fără religie (6,19%). Pentru 80,51% din locuitori nu este cunoscută apartenența confesională.